# Roberto I di Bar
Roberto, in francese Robert Ier de Bar (8 novembre 1344 – 12 aprile 1411), fu conte di Bar e di Mousson dal 1352 al 1354, poi fu marchese di Pont-à-Mousson dal 1353 e primo duca di Bar dal 1354 fino alla sua morte.

## Origine
Roberto, secondo l'estratto della corte del Parlamento, datato 1353 della Histoire généalogique de la maison royale de Dreux (Paris), Luxembourg, Preuves de l'histoire de la maison de Bar-le Duc era il figlio maschio primogenito del Conte di Bar, di Mousson, Enrico IV e della moglie, Iolanda di Dampierre, che era figlia di Roberto († 1331), signore di Marle e Cassel e di Giovanna di Bretagne; Iolanda era nipote di Roberto III, conte di Flandre, di Iolanda di Borgogna-Nevers, contessa di Nevers, e d'Arturo II, duca di Bretagna, et de Iolanda, contessa di Montfort.
Enrico IV di Bar, secondo l'estratto della corte del Parlamento, datato 1353 della Histoire généalogique de la maison royale de Dreux (Paris), Luxembourg, Preuves de l'histoire de la maison de Bar-le Duc era l'unico figlio maschio del Conte di Bar, di Mousson, Edoardo I e della moglie, Maria di Borgogna, che, secondo la Histoire des ducs de Bourgogne de la race capétienne, vol. VI, era la figlia femmina quartogenita del Duca di Borgogna e re titolare di Tessalonica, Roberto II e della moglie, Agnese di Francia (1260-1325), che, come ci viene confermato dalla Chronique anonyme des rois de France, era la figlia minore (ultimogenita) del re di Francia, San Luigi IX (1215 – 1270) e di Margherita di Provenza (1221 – 1295).

## Biografia
Nell'autunno del 1344, suo padre, Enrico IV, si recò ad Avignone, assieme al Duca di Normandia, l'erede al trono di Francia, Giovanni il Buono, al Duca di Borgogna, Oddone IV, per perorare tramite papa Clemente VI, una tregua col re d'Inghilterra, Edoardo III, nell'ambito della guerra dei cent'anni. Purtroppo una epidemia li costrinse a lasciare Avignone, ma Enrico IV fu colpito dalla malattia, che in poco tempo, dopo essere rientrato a Vincennes, lo portò alla morte nel dicembre del 1344. Enrico fu sepolto a Bar-le-Duc, nella chiesa di Saint-Maxe.
Suo fratello, Edoardo, che era il figlio primogenito, di circa 6 anni, gli succedette come Edoardo II di Bar, sotto la tutela della madre, Yolanda di Dampierre, come viene confermato da una lettera del 1346.
Suo fratello, Edoardo II, morì nel maggio del 1352 e Roberto, di circa 8 anni, gli succedette come Roberto I di Bar, come viene confermato da una lettera del luglio 1352, del re di Francia, Giovanni il Buono, ancora  sotto la tutela della madre, Iolanda di Dampierre, dopo che la Duchessa reggente di Lorena, Maria di Blois, aveva accampato delle pretese sulla contea di Bar, sempre nel 1352, Iolanda e Maria erano giunte ad un accordo che prevedeva la nomina di 4 giudici incaricati di dirimere eventuali questioni tra i due stati.
Secondo lo storico, Georges Poull, nel suo libro La Maison souveraine et ducale de Bar (1994) (non consultato), Iolanda, quando il figlio Edoardo aveva raggiunto la maggior età, aveva in programma di sposarsi, in seconde nozze, con Filippo di Navarra, ma la morte d Edoardo l'aveva costretta a mantenere la reggenza, per conto di Roberto, ed il matrimonio fu poi celebrato nel 1353. Filippo di Navarra, appoggiava il proprio fratello, Carlo il Malvagio, che in quel periodo stava cercando di rivendicare per sé la corona di Francia.
La prozia di Roberto, Giovanna di Bar (1295-1361), figlia di Enrico III di Bar (1259-settembre 1302), bisnonno di Roberto, si propose al re di Francia, Giovanni il Buono, per poter assumere la reggenza al posto di Iolanda. Il 5 giugno 1352 il parlamento di Parigi decretò che la contea andava sotto il controllo del re di Francia che affidò la reggenza a Giovanna il 27 luglio dello stesso anno. Iolanda all'inizio accettò, ma, dopo il matrimonio, pretese nuovamente la reggenza, assieme al marito; Giovanni però inviò delle truppe in rinforzo ed ella dovette cedere di nuovo, era il 2 luglio 1353.
Nel 1353, l'imperatore Carlo IV di Lussemburgo costituì la città di Pont-à-Mousson in marchesato e l'anno dopo, la signoria di Bar da contea, sempre ad opera di Carlo IV di Lussemburgo, venne elevata a ducato.
Le sorti cambiarono nel 1356 quando Giovanni venne catturato dagli inglesi a seguito della sconfitta alla Battaglia di Poitiers, Giovanna di Bar, privata del sostegno del sovrano, perse la reggenza lasciando di nuovo campo libero a Iolanda e Filippo; la reggenza di Filippo, però non era stata ben accetta dal cugino Enrico di Bar, signore di Pierrefort, che mise in prigione Filippo e obbligò Iolanda a rinunciare definitivamente alla reggenza, in quello stesso anno; una lettera, del 1357, di Roberto conferma che Enrico di Bar ha relegato la madre al castello di Bourmont.
Roberto era ormai dodicenne e nel dicembre 1356 era stato creato cavaliere e tre anni dopo fu dichiarato maggiorenne.
In tutte le lettere Roberto si cita come Duc de Bar et Marquis de Pont.
Fedele al re di Francia, assistette all'incoronazione di Carlo V nel 1364, come ci narra la Chronique des règnes de Jean II et de Charles V, Tome II e del suo successore Carlo VI nel 1380.
Durante il regno di Carlo V Roberto combatté contro gli inglesi per ricacciarli dalla Normandia.
Nel 1401, tenendo per sé l'usufrutto, lasciò il ducato al figlio Edoardo, quando questo avrebbe dovuto essere appannaggio del nipote Roberto di Bar, figlio del maschio primogenito Enrico, morto nel 1397. Il giovane Roberto si oppose vanamente alla decisione del nonno nelle sedute parlamentari del 1406 e del 1409; in quest'ultima data, vi è una lettera che conferma Edoardo come duca di Bar e marchese di Pont.
Nel tempo Carlo VI divenne completamente soggiogato dalla propria follia e il governo andò nelle mani del fratello Luigi di Valois-Orléans e del cugino Giovanni di Borgogna. Roberto appoggiò l'operato di Valois e quando questi venne assassinato nel 1407 per volere di Giovanni di Borgogna, Roberto si ritirò di fatto a vita privata nel proprio ducato.
Roberto morì il 12 aprile 1411.

## Matrimonio e discendenza
Nel 1364, il 5 ottobre Roberto aveva sposato Maria di Valois, figlia di Giovanni II di Francia e di Bona di Lussemburgo, quindi sorella del re di Francia, Carlo V. Il contratto di matrimonio era stato siglato il 4 giugno 1364.
Roberto da Maria ebbe undici figli:
- Iolanda[22] (1365 - 1431), che sposò Giovanni I d'Aragona[23]
- Enrico (1367circa - ottobre 1397), morto a Treviso a seguito della Battaglia di Nicopoli[22]
- Filippo (1372-1396), morto in prigione a seguito della Battaglia di Nicopoli[22]
- Carlo (1373-1392), che fece testamento nel 1386[24].
- Edoardo, († 1415), marchese di Pont-à-Mousson[25] e duca di Bar, che rimase ucciso alla Battaglia di Agincourt
- Maria (1374- 1393), andata sposa nel 1384 a Guglielmo, marchese di Namur (1355 - 1418)
- Luigi[22] († 1430), vescovo e pseudocardinale, marchese di Pont-à-Mousson e duca di Bar
- Yolanda († 1421), sposò Adolfo, Duca di Jülich-Berg
- Giovanni (1380-21 ottobre 1415), anch'egli morì ad Agincourt
- Bona († dopo il 1400), sposò Valerano III di Lussemburgo-Ligny[26]
- Giovanna († 1402), sposò Teodoro II del Monferrato;

## Ascendenza
|                                    |                               |                              | Genitori                            |  |  | Nonni |  |  | Bisnonni                 |  |  | Trisnonni                |  |
|                                    |                               |                              |                                     |  |  |       |  |  | Enrico III, conte di Bar |  |  | Tebaldo II, conte di Bar |  |
|                                    |                               |                              |                                     |  |  |       |  |  | Enrico III, conte di Bar |  |  | Tebaldo II, conte di Bar |  |
|                                    |                               | Giovanna, signora di Toucy   |                                     |  |  |       |  |  | Enrico III, conte di Bar |  |  |                          |  |
| Edoardo I, conte di Bar            |                               |                              |                                     |  |  |       |  |  | Enrico III, conte di Bar |  |  |                          |  |
|                                    |                               | Eleonora d'Inghilterra       | Edoardo I, re d'Inghilterra         |  |  |       |  |  |                          |  |  |                          |  |
|                                    |                               | Eleonora d'Inghilterra       | Edoardo I, re d'Inghilterra         |  |  |       |  |  |                          |  |  |                          |  |
|                                    |                               | Eleonora d'Inghilterra       | Eleonora di Castiglia               |  |  |       |  |  |                          |  |  |                          |  |
| Enrico IV, conte di Bar            |                               | Eleonora d'Inghilterra       |                                     |  |  |       |  |  |                          |  |  |                          |  |
|                                    |                               | Roberto II, duca di Borgogna | Ugo IV, duca di Borgogna            |  |  |       |  |  |                          |  |  |                          |  |
|                                    |                               | Roberto II, duca di Borgogna | Ugo IV, duca di Borgogna            |  |  |       |  |  |                          |  |  |                          |  |
|                                    |                               | Roberto II, duca di Borgogna | Yolanda di Dreux                    |  |  |       |  |  |                          |  |  |                          |  |
| Maria di Borgogna                  |                               | Roberto II, duca di Borgogna |                                     |  |  |       |  |  |                          |  |  |                          |  |
|                                    |                               | Agnese di Francia            | Luigi IX, re di Francia             |  |  |       |  |  |                          |  |  |                          |  |
|                                    |                               | Agnese di Francia            | Luigi IX, re di Francia             |  |  |       |  |  |                          |  |  |                          |  |
|                                    |                               | Agnese di Francia            | Margherita di Provenza              |  |  |       |  |  |                          |  |  |                          |  |
| Roberto I, conte di Bar            |                               | Agnese di Francia            |                                     |  |  |       |  |  |                          |  |  |                          |  |
|                                    | Roberto III, conte di Fiandra | Guido, conte di Fiandra      |                                     |  |  |       |  |  |                          |  |  |                          |  |
|                                    | Roberto III, conte di Fiandra | Guido, conte di Fiandra      |                                     |  |  |       |  |  |                          |  |  |                          |  |
|                                    | Roberto III, conte di Fiandra | Matilde, signora di Béthune  |                                     |  |  |       |  |  |                          |  |  |                          |  |
| Roberto, signore di Marle e Cassel | Roberto III, conte di Fiandra |                              |                                     |  |  |       |  |  |                          |  |  |                          |  |
|                                    |                               | Iolanda di Borgogna-Nevers   | Oddone di Borgogna, conte di Nevers |  |  |       |  |  |                          |  |  |                          |  |
|                                    |                               | Iolanda di Borgogna-Nevers   | Oddone di Borgogna, conte di Nevers |  |  |       |  |  |                          |  |  |                          |  |
|                                    |                               | Iolanda di Borgogna-Nevers   | Matilde II, signora di Borbone      |  |  |       |  |  |                          |  |  |                          |  |
| Iolanda di Dampierre               |                               | Iolanda di Borgogna-Nevers   |                                     |  |  |       |  |  |                          |  |  |                          |  |
|                                    |                               | Arturo II, duca di Bretagna  | Giovanni II, duca di Bretagna       |  |  |       |  |  |                          |  |  |                          |  |
|                                    |                               | Arturo II, duca di Bretagna  | Giovanni II, duca di Bretagna       |  |  |       |  |  |                          |  |  |                          |  |
|                                    |                               | Arturo II, duca di Bretagna  | Beatrice d'Inghilterra              |  |  |       |  |  |                          |  |  |                          |  |
| Giovanna di Bretagna               |                               | Arturo II, duca di Bretagna  |                                     |  |  |       |  |  |                          |  |  |                          |  |
|                                    |                               | Iolanda di Dreux             | Roberto IV, conte di Dreux          |  |  |       |  |  |                          |  |  |                          |  |
|                                    |                               | Iolanda di Dreux             | Roberto IV, conte di Dreux          |  |  |       |  |  |                          |  |  |                          |  |
|                                    |                               | Iolanda di Dreux             | Beatrice di Montfort                |  |  |       |  |  |                          |  |  |                          |  |
|                                    |                               | Iolanda di Dreux             |                                     |  |  |       |  |  |                          |  |  |                          |  |

### Fonti primarie
- (LA, FR)  Recueil des historiens des Gaules et de la France. Tome 21.
- (LA, FR)  HISTOIRE ECCLESIASTIQUE ET CIVILE DE LORRAINE, Volume 2.

### Letteratura storiografica
- A. Coville, Francia: La guerra dei cent'anni (fino al 1380), in «Storia del mondo medievale», vol. VI, cap. XVI, 1979, pp. 608–641
- A. Coville, Francia. Armagnacchi e Borgognoni (1380-1422), in «Storia del mondo medievale», vol. VI, cap. XVII, 1979, pp. 642–672
- (FR)  Georges Poull, La Maison souveraine et ducale de Bar, 1994.
- (FR)  Histoire généalogique de la maison royale de Dreux (Paris), Luxembourg.
- (FR)  Histoire des ducs de Bourgogne de la race capétienne, tome VI.
- (FR)  Delachenal, R. (1916) Chronique des règnes de Jean II et de Charles V, Tome II.